# Podhradní Lhota
Podhradní Lhota település Csehországban, Kroměříži járásban. Podhradní Lhota Osíčko, Komárno, Rajnochovice és Kunovice településekkel határos. Lakosainak száma 456 fő (2024. január 1.).

## Népesség
A település lakosságának változását az alábbi diagram mutatja:
| Lakosok száma | 504  | 467  | 511  | 530  | 538  | 533  | 491  | 484  | 462  | 456  |
|               | 1869 | 1890 | 1921 | 1950 | 1980 | 2001 | 2017 | 2019 | 2022 | 2024 |